# Рудолф Август (Брауншвайг-Волфенбютел)
Рудолф Август фон Брауншвайг-Волфенбютел (на немски: Rudolf August von Braunschweig-Wolfenbüttel; * 16 май 1627, Хитцакер; † 26 януари 1704, Хедвигсбург) от род Велфи (Нов Дом Брауншвайг), е херцог на Брауншвайг и Люнебург и княз на Брауншвайг-Волфенбютел от 1666 до смъртта си.

## Живот
Той е най-големият син и наследник на херцог Август II Млади фон Брауншвайг-Волфенбютел (1579– 1666) и втората му съпруга Доротея фон Анхалт-Цербст (1607 – 1634), дъщеря на Рудолф фон Анхалт-Цербст (1576 – 1621). По-голям брат на Антон Улрих (1633 – 1714) и полубрат на Фердинанд Албрехт I (1636 – 1687).
През 1650 г. Рудолф Август се жени за графиня Кристиана Елизабет фон Барби-Мюлинген (1634 – 1681). От брака им се раждат три дъщери.
Рудолф Август се занимава повече със своите проучвания и с лов. През 1663 г. той основава голяма библиотека Bibliotheca Rudolphea.
През 1666 г. той наследява баща си и през 1667 г. назначава по-малкия си брат Антон Улрих за щатхалтер. През 1671 г. Рудолф Август и брат му завладяват град и крепост Брауншвайг след триседмична обсада.
След смъртта на Кристина Елизабет през 1681 г., същата година той се жени втори път за Розина Елизабет Менте (1663 – 1701). Двамата нямат деца.
През 1685 той номинира Антон Улрих на херцог и сърегент с еднакви права. През 1702 г., две години преди смъртта си, той подарява своята библиотека на университетската библиотека Хелмщет. Така той допринася за голямото разширяване на Bibliotheca Julia.
Рудолф Август умира на 26 януари 1704 г. в ловния дворец в Хедвигсбург, южно от Волфенбютел.

## Деца
От Кристиана Елизабет има три дъщери:
- Доротея София (1653 – 1722), от 1673 г. омъжена за херцог Йохан Адолф от Холщайн-Пльон
- Христина София (1654 – 1695), от 1681 г. омъжена за херцог Август Вилхелм фон Брауншвайг (1662 – 1731)
- Елеонора София (1655 – 1656).